# Здравец (Хасковская область)
Здравец (болг. Здравец) — село в Болгарии. Находится в Хасковской области, входит в общину Димитровград. Население составляет 203 человека.

## Политическая ситуация
Кмет (мэр) общины Димитровград — Стефан Димитров (коалиция партий: Союз свободной демократии (ССД), Земледельческий народный союз (ЗНС), Болгарская рабочая социал-демократическая партия (БСДП), «Новые лидеры» (НЛ)) по результатам выборов.